# Parque nacional Calilegua
El parque nacional Calilegua es un área natural protegida situada sobre las faldas orientales de la sierra de Calilegua, en el sudeste de la provincia de Jujuy. 
Es una de las zonas núcleo de la reserva de biosfera de las Yungas, junto al parque nacional Baritú, la reserva nacional El Nogalar de Los Toldos, el parque provincial Laguna Pintascayo y el parque provincial Potrero de Yala.

## Historia
En 1969 la empresa Yacimientos Petrolíferos Fiscales comenzó a extraer petróleo del Yacimiento Petrolero Caimancito de 5766 ha, en áreas que luego serían parte del parque nacional Calilegua.
El 4 de abril de 1974 la provincia de Jujuy firmó un convenio con las empresas Calilegua S.A.A.I. y C. y Ledesma S.A.A.I., homologado por el Ministerio de Trabajo de la Nación, por el cual esas empresas cedían respectivamente dos predios de 53 809 ha 80 a 30 ca y 22 497 ha 31 a 10 ca, en compensación por incumplimientos legales y laborales. El convenio fue aprobado por la Legislatura de Jujuy por ley n.º 3111 sancionada el 18 de abril de 1974.

ARTICULO 1º.- Apruébase el Convenio celebrado entre el Poder Ejecutivo de la Provincia con las Empresas Ledesma S.A.A.I. y Calilegua S.A.A.I.C., en fecha 4 de abril del corriente año, y que fuera homologado por S.E., el señor Ministro de Trabajo de la Nación don Ricardo Otero, que trata sobre un programa de cumplimiento de la Ley Nº 1814.

### Creación y legislación
Mediante la ley provincial n.º 3586 sancionada y promulgada el 27 de noviembre de 1978, los dos predios fueron cedidos por Jujuy en dominio y jurisdicción al Estado Nacional con el objeto de constituir un parque nacional.

ARTICULO 1°.- Dónase al Estado Nacional Argentino con destino al Servicio Nacional de Parques Nacionales y con cargo a la creación de un Parque Nacional y afectación permanente al sistema creado por la Ley N° 18.594, los inmuebles de propiedad del Estado Provincial individualizados como Lote 2-B, Padrón E-14.452 con una superficie de 53.809 ha. 80 a. 30 ca. 55 dm2, ubicado en el distrito de Calilegua y Lote Rural 554, Padrón E-14.454, con una superficie de 22.497 ha. 31 a. 10 ca. Ubicado en el distrito Sauzal y Agua Negra, ambos del departamento de Ledesma, cuyas medidas y colindancias se precisan en los planos de Mensura y División, y de Mensura de Fracción, aprobados por Resoluciones N° 132/1977 y N° 82/1978 de la Dirección General de Inmuebles, respectivamente.
 ARTICULO 2°.- A dichos fines, transfiérase al Estado Nacional, la jurisdicción y dominio sobre el área cubierta por los inmuebles indicados en el Artículo 1° de la presente, acordándosela –por intermedio del Servicio Nacional de Parques Nacionales- la posesión de las tierras.

El Estado Nacional aceptó la cesión de dominio y jurisdicción mediante el decreto n.º 1733/1979 de 19 de julio de 1979 ordenando al Servicio Nacional de Parques Nacionales que en el plazo de un año:

(...) delimite y obtenga la aprobación de las mensuras correspondientes a las áreas que habrán de constituir el Parque Nacional Calilegua y su respectiva Reserva Nacional y propicie el proyecto de Ley que las declare incorporadas al sistema de los Parques Nacionales, Monumentos Nacionales y Reservas Nacionales creado por la Ley N° 18.594 (...)

Sin embargo, la ley de constitución del parque nacional y reserva nacional no fue sancionada, por lo que esta área natural protegida no tiene perfeccionada su inclusión en el régimen de la ley n.º 22351. Esta ley fue sancionada y promulgada el 4 de noviembre de 1980 listando todas las áreas naturales protegidas sin incluir a Calilegua. En marzo de 2018 fue presentado un proyecto de ley para regularizar la situación del parque nacional.
El 20 de diciembre de 1984 la Legislatura de Jujuy sancionó la ley n.º 4133 que dispuso que todas las leyes sancionadas entre el 24 de marzo de 1976 y el 9 de diciembre de 1983 que no hubieren sido ratificadas por la Legislatura quedaban automáticamente derogadas y abrogadas a partir de la vigencia de esa ley. La ley n.º 3586 no fue ratificada y quedó derogada, pero como la derogación no puede tener efectos retroactivos sobre los derechos adquiridos del dominio y la jurisdicción ejercida por la Administración de Parques Nacionales sobre el parque nacional Calilegua, estos no se vieron afectados.
El decreto n.º 2149/90 del 10 de octubre de 1990 designó a dos sectores del parque nacional como reserva natural estricta.

## Características generales
El objetivo específico es la protección de un área representativa de las Yungas y de un ecotono de la provincia biogeográfica chaqueña y la conservación de especies endémicas a nivel nacional o mundial. Sus 76 306 ha lo convierten en el parque nacional más extenso del noroeste argentino. El centro geográfico de este parque se ubica hacia las coordenadas 23°55′00″S 64°50′00″O / -23.91667, -64.83333.
El nombre “Calilegua” se suele asociar a la lengua aimara y equivale a “Mirador de Piedra”.
La ecorregión que se encuentra presente es la de selva de las Yungas (o selva de montaña del noroeste argentino), caracterizándose por el clima cálido húmedo, con lluvias estivales de entre 900 y 1300 mm. La ecorregión se encuentra integrada con las sierras subandinas, cuyas altitudes oscilan entre los 400 y los 3000 m s. n. m. De relieve montañoso, comprende una serie de fallas, cañadones y cordones montañosos muy abruptos, que descienden principalmente de las serranías de Calilegua.
La zona del parque nacional Calilegua fue afectada entre los 1990 y especialmente en la primera mitad de los 2010 por perforaciones petrolíferas que además de violar la esencia de un área natural protegida, implicaban riesgos de grave contaminación y afeaban al parque en su naturaleza estética; la actividad de Greenpeace y otras instituciones ambientalistas lograron que el viernes 18 de diciembre de 2015 se concluyera con tal violación de las normativas correspondientes a las Áreas naturales protegidas de Argentina.

## Flora

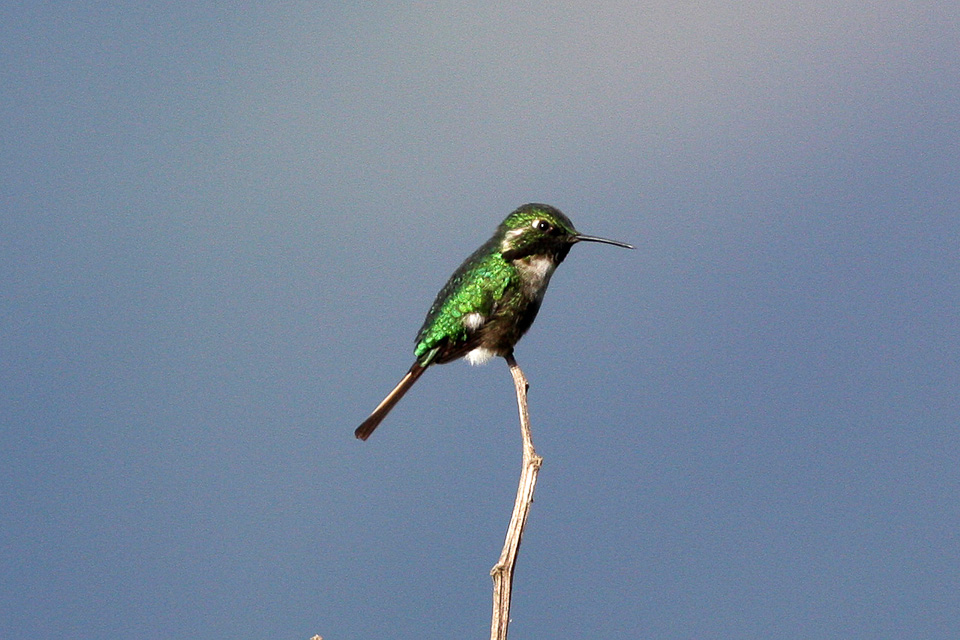
Picaflor enano (microstilbon burmeisteri) en el Parque Nacional Calilegua.

De los parques nacionales que preservan yungas, sólo el Calilegua posee un sector de la selva pedemontana. Este es un ambiente de transición entre dos ecosistemas contrastantes, el seco Bosque Chaqueño y las húmedas Yungas. De los ambientes que protege el parque, la selva pedemontana ocupa sectores marginales en las áreas más bajas (550-700 m s. n. m. o metros sobre el nivel del mar o nivel 0). Aquí se encuentran especies como el cebil colorado (Anadenanthera colubrina), la tipa blanca (Tipuana tipu) y el lapacho rosado (Tabebuia impetiginosa).
En la franja altitudinal superior (700-1500 m sobre el nivel del mar) aparece la selva montana que en gran parte es una nimbosilva, ocupando la mayor superficie del Parque Calilegua. Esta selva se caracterizada por la presencia de laurel (Cinnamomum porphyrium), ceibo (Erythrina falcata), cedro colla (Cedrela lilloi) y cebil blanco u horco cebil (Parapiptadenia excelsa). 
En las laderas de los cerros, por encima de los 1500 o 1600 m s. n. m. se encuentra una franja de bosque montano, donde predominan los nogales (Juglans australis), lapachos amarillos (Tabebuia lapacho), pinos del cerro (Podocarpus parlatorei), alisos (Alnus acuminata) y saucos (Sambucus peruvianus) cuyo follaje cubre matorrales de cañas (Chusquea lorentziana). A mayor altitud, hacia los 1900 m s. n. m., aparecen los bosques de queñoa (Polylepis australis) cuyo porte y densidad va disminuyendo a medida que aumenta la altitud, hasta llegar a bosques casi puros de alisos por encima de los 2300 m s. n. m. Estos irán menguando a altitudes superiores dejando una cobertura vegetal asimilable a una pradera.
En el área cumbral o cuasi cimera de la sierra de Calilegua se encuentra un parche de pastizal de neblina que representa una “isla” dentro de una matriz en la que predominan los bosques.

## Fauna
Este parque nacional presenta interesantes ejemplares de fauna autóctona. Algunas de las especies que encuentran su hábitat en el área protegida son endémicas o bien están globalmente amenazadas.

### Mamíferos
Yaguareté (Panthera onca), puma (Puma concolor), gato montés (Leopardus geoffroyi), jaguarundí (Puma yagouaroundi), taruca (Hippocamelus antisensis), corzuela colorada (Mazama americana), lobito de río (Lontra longicaudis), carpincho (Hydrochoerus hydrochaeris), pecarí de collar (Tayassu tajacu), zorro de monte (Cerdocyon thous), zorro gris (Lycalopex gymnocercus), hurón mayor (Eira barbara), aguará popé (Procyon cancrivorus), coatí (Nasua nasua), tapetí (Sylvilagus brasiliensis), mono caí (Cebus apella), cuis común (Galea musteloides), agutí rojizo (Dasyprocta punctata), ardilla roja (Sciurus ignitus), entre otros.

### Reptiles
Yacaré overo (Caiman latirostris), serpientes, como la musurana marrón (Clelia rustica), y varias especies de culebras, como Philodryas olfersii y la coral chaqueña (Micrurus pyrrhocryptus), entre otras.[cita requerida]

### Anfibios
Varios sapos como Rhinella gallardoi, Rhinella quechua, Rhinella rumbolli y la llamada rana mono yungueña Phyllomedusa boliviana.[cita requerida]

### Aves
Es una de las áreas importantes para la conservación de las aves en Argentina. Se registraron 377 especies, algunas raras o globalmente amenazadas. Entre ellas, se encuentran las águilas poma (Oroaetus isidori), crestuda real (Spizaetus ornatus), viuda (Spizaetus melanoleucus), solitaria (Harpyhaliaetus solitarius) y coronada (Harpyhaliaetus coronatus); la pava de monte alisera (Penelope dabbenei); los mirlos de agua (Cinclus schulzi); el atajacaminos lira (Uropsalis lyra), el carpintero oscuro (Leuconotopicus fumigatus) y el vencejo montañés (Aeronautes montivagus).
Se ha registrado la presencia de los picaflores ermitaño canela	(Phaethornis pretrei), cometa (Sappho sparganurus), frente azul (Eriocnemis glaucopoides), común (Chlorostilbon lucidus), vientre blanco (Amazilia chionogaster), de barbijo (Heliomaster furcifer), grande (Colibri coruscans), andino (Oreotrochilus leucopleurus), bronceado (Hylocharis chrysura) y enano (Microstilbon burmeisteri); las garzas bruja (Nycticorax nycticorax), mora (Ardea cocoi) y blanca (Ardea alba); los carpinteros común (Picumnus cirratus), lomo blanco (Campephilus leucopogon), dorado común (Piculus chrysochloros), real (Colaptes melanochloros), dorado gris (Colaptes rubiginosus) y oliva yungueño (Veniliornis frontalis), entre muchas otras especies que incluyen casi un centenar de variedades de pájaros cantores.

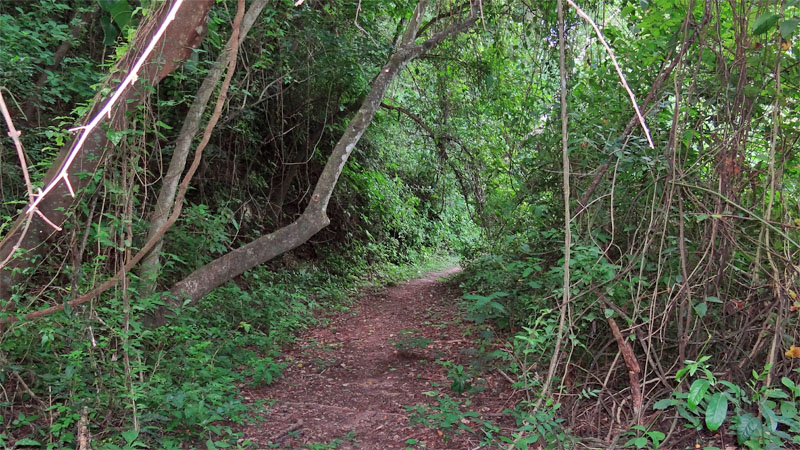
Sendero El Pedemontano
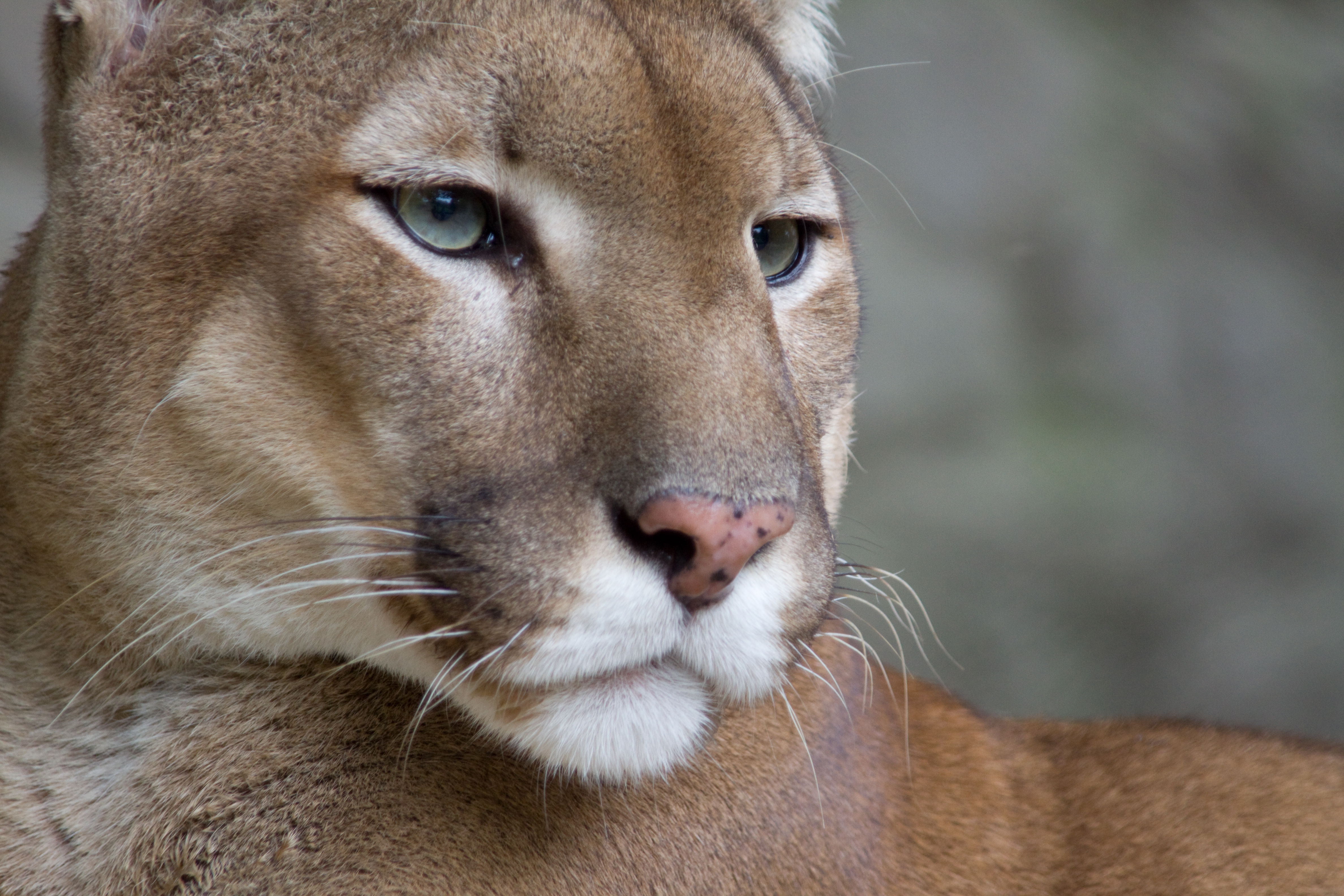
Puma
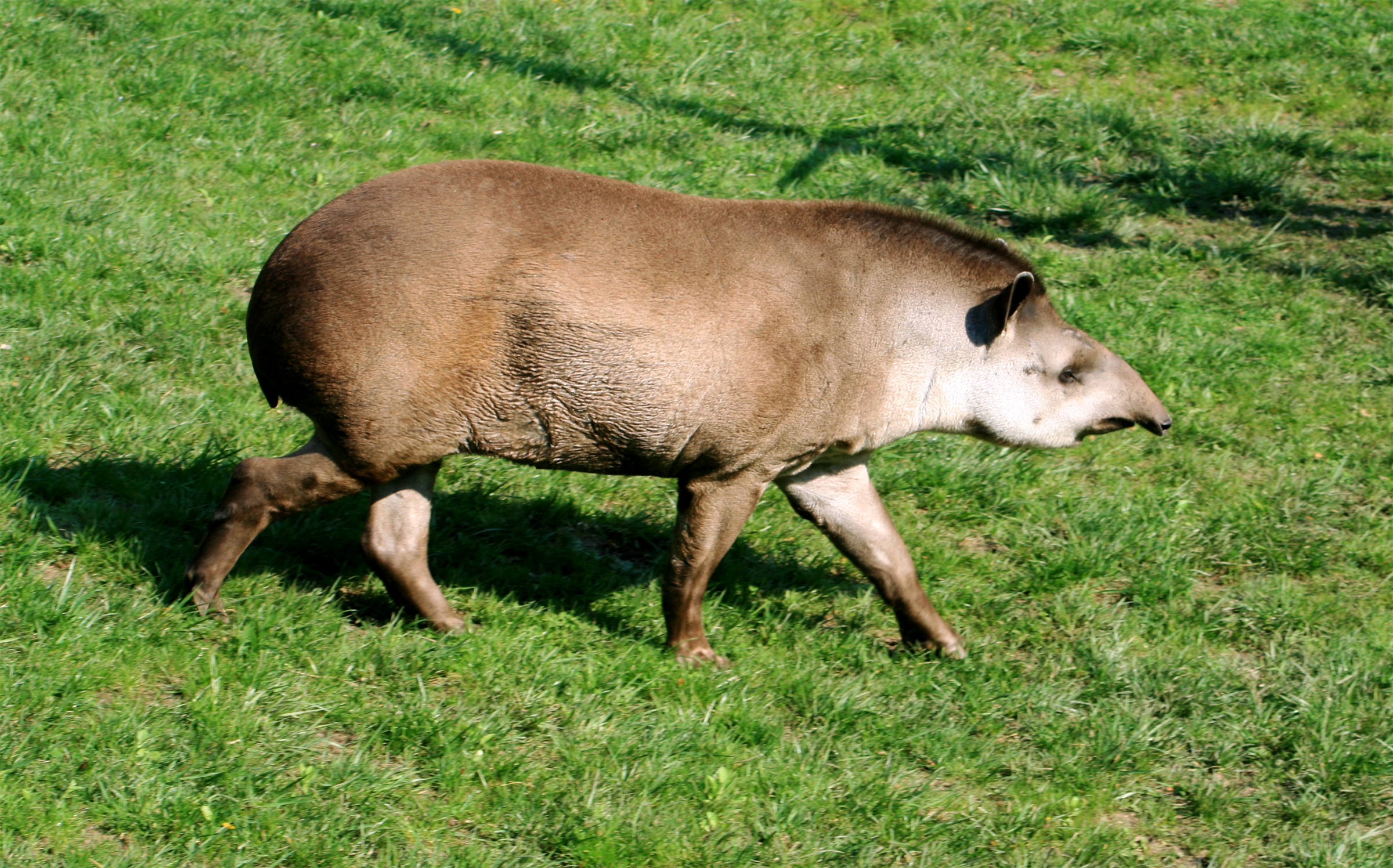
Tapir americano
Yaguareté o tigre americano.
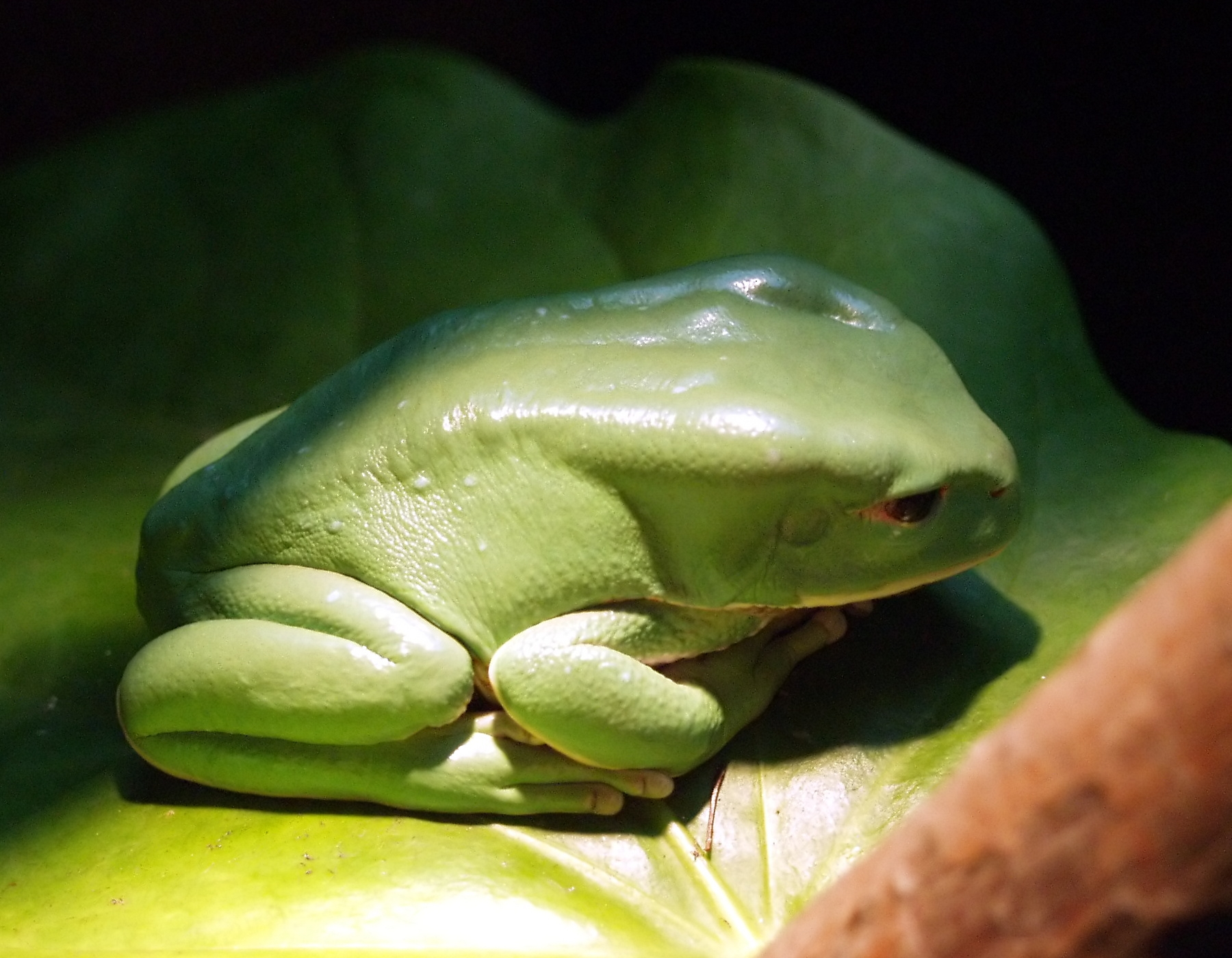
Ranita yungueña
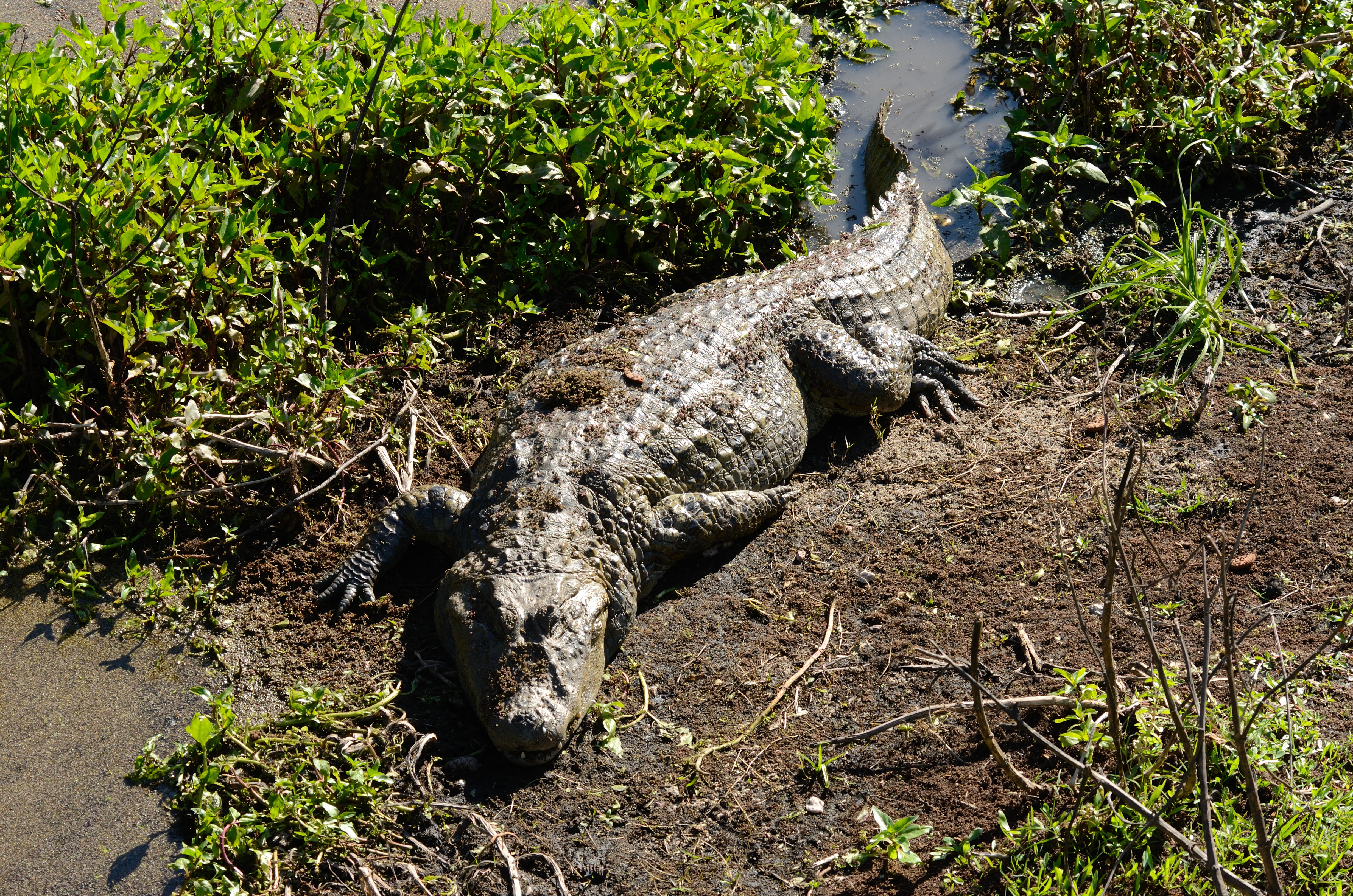
Yacaré overo
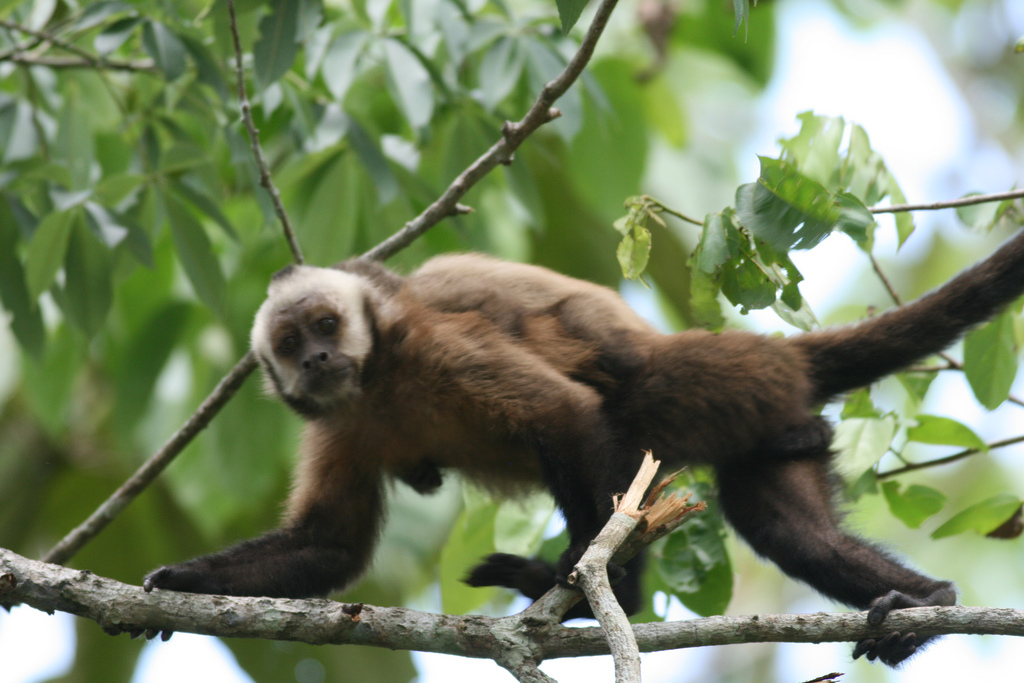
Mono caí
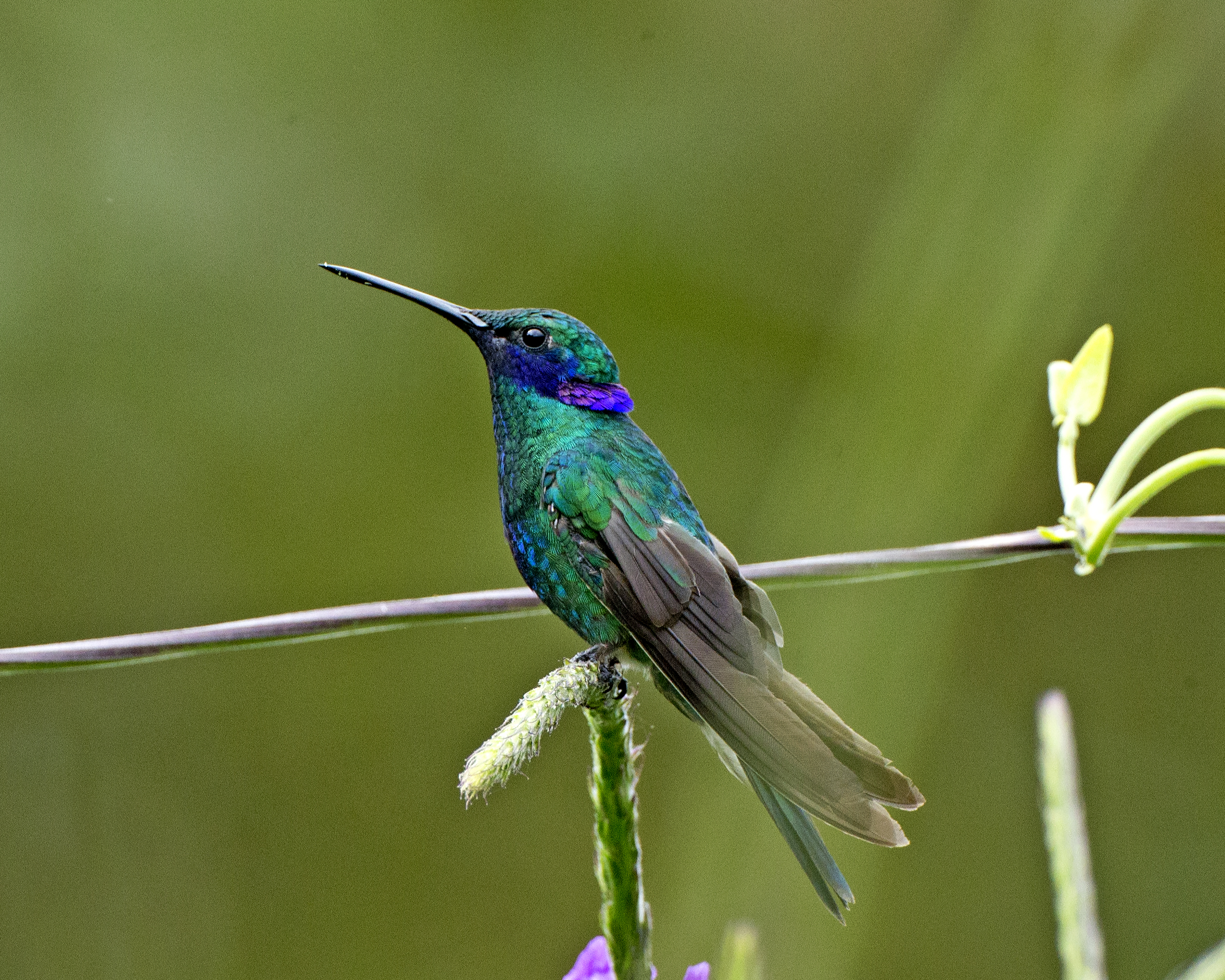
Colibrí grande

## Senderos
Existen nueve senderos dentro del parque. Todos nacen sobre la ruta provincial 83 y tienen diferentes grados de dificultad (baja, media y alta) y tiempo de duración (desde 10 minutos hasta 5 horas).
- Sendero Intercultural Guaraní. Duración: 2 hora. Dificultad: media.
- Sendero La Herradura. Duración: 10 minutos. Dificultad: baja.
- Sendero La Lagunita. Duración: 2 horas. Dificultad: media.
- Sendero Tatapuá. Duración: 5 horas. Dificultad: alta.
- Sendero La Junta. Duración: 4 horas. Dificultad: alta.
- Sendero El Negrito. Duración: 3 horas. Dificultad: alta.
- Sendero Tapir. Duración: 2 horas. Dificultad: media.
- Sendero El Pedemontano. Duración: 1 hora. Dificultad: baja.
- Sendero Bosque del Cielo. Duración: 10 minutos. Dificultad: baja.
- Sendero El Alejo. Duración: 15 minutos. Dificultad: Media.

## Administración
Por resolución n.º 126/2011 de la Administración de Parques Nacionales de 19 de mayo de 2011 se dispuso que parque nacional encuadrara para los fines administrativos en la categoría áreas protegidas de complejidad II, por lo cual tiene a su frente un intendente designado, del que dependen 4 departamentos (Administración; Obras y Mantenimiento; Guardaparques Nacionales; Conservación y Uso Público) y 2 divisiones (Despacho y Mesa de Entradas, Salidas, y Notificaciones; Recursos Humanos y Capacitación). La intendencia tiene su sede en la localidad de Calilegua.

## Accesos
Desde la Ruta Nacional 34 parte la Ruta Provincial 83 (camino de ripio consolidado) que luego de recorrer 8 km llega al ingreso del parque. Dicha ruta es conocida como Ruta Escénica de las Yungas y une al parque con las localidades de San Francisco, Valle Grande y Valle Colorado. 
La región ofrece la posibilidad de realizar una gran variedad de excursiones vinculadas a la observación de vida silvestre y turismo aventura. Desde la terminal de ómnibus de Libertador General San Martín,  todos los días a las 8:30, parte un colectivo hacia Valle Grande, que regresa en horas de la tarde.